# Maria Polivanova
Pour les articles homonymes, voir Polivanov.
Maria Polivanova (russe : Мария Поливанова ; 24 octobre 1922 – 14 août 1942) était une soldate du 528e régiment des tirailleurs de la 130e division d'infanterie, 1re Armée de Choc sur le front du Nord-Ouest au cours de la Seconde Guerre mondiale. Le 14 août 1942, entourées par des soldats allemands, ne disposant plus que de deux grenades, sa collègue Natalia Kovchova et elle se font exploser en tuant de nombreux soldats ennemis. Pour leur bravoure, Kovchova et elle reçoivent à titre posthume le titre d'Héroïne de l'Union soviétique le 14 février 1943,.

## Enfance et éducation
Polinova est née dans une famille russe dans le gouvernement de Toula, le 24 octobre 1922. Après avoir obtenu son diplôme de l'école secondaire, elle travaille à l'Institut national technologique d'aviation de Moscou avec son amie Natalia Kovchova, qui rêve, elle aussi, de devenir conceptrice d'avions.

## Carrière militaire
Polivanova rejoint l'Armée rouge en juin 1941, après le début de la Seconde Guerre mondiale et commence une formation pour devenir un tireur d'élite. En octobre 1941, elle entre dans la 3e division de tirailleurs communistes de Moscou, un groupe de défense civile sous l'égide de l'armée pour défendre Moscou contre les bombes allemandes. En janvier 1942, elle est transférée au 528e régiment des tirailleurs sur le Front nord-ouest et reçoit une formation à l’École centrale féminine de tireurs d'élite. Polivanova et Kovchova sont reconnues comme tireuses d'élite qualifiées et deviennent instructrices dans leur bataillon.
En février 1942, Polivanova est envoyée sur le front prendre part aux combats pour le contrôle de Novaïa Russa. En agissant de la sorte, l'unité réussit à désactiver les installations et postes de la mitrailleuse ennemie. Dans la bataille de Rutchevo, sous le feu ennemi, elle réussit à mettre en sécurité de nombreux soldats blessés de son unité. Entre mars et mai 1942, elle est blessée et emmenée dans un hôpital de campagne, où Kovchova la rejoint seulement deux jours plus tard.
En août 1942, l'unité est déployée sur l'offensive Sutoki-Byakovo. Le commandant est tué et Kovchova prend le commandement de l'unité. Polivanova sert comme observatrice pour cette dernière. Lorsque les troupes allemandes commencent leur contre-attaque, elle donne l'ordre d'ouvrir le feu. Les Allemands découvrent la présence de tireurs d'élite et commencent un barrage au tir de mortier. Quand le feu s'arrête, un soldat demande à battre en retraite mais Kovchova refuse, citant l'ordre n°227 : « Pas un pas en arrière ! ». Les blessés s'accumulent côté soviétique, ne laissant que trois tireurs d'élite vivants, dont un trop blessé pour continuer de combattre. Les deux dernières sont Polivanova et Kovchova, blessées mais toujours combattantes. Quand elles réalisent qu'il ne leur reste presque plus de munitions alors que les soldats ennemis se rapprochent, elles décident de se faire exploser avec leurs deux dernières grenades, se tuant sur le coup ainsi que plusieurs soldats ennemis. Elles reçoivent le titre d'Héroïne de l'Union soviétique à titre posthume le 14 février 1943 en reconnaissance de leurs efforts acharnés au combat.

## Distinctions et hommages

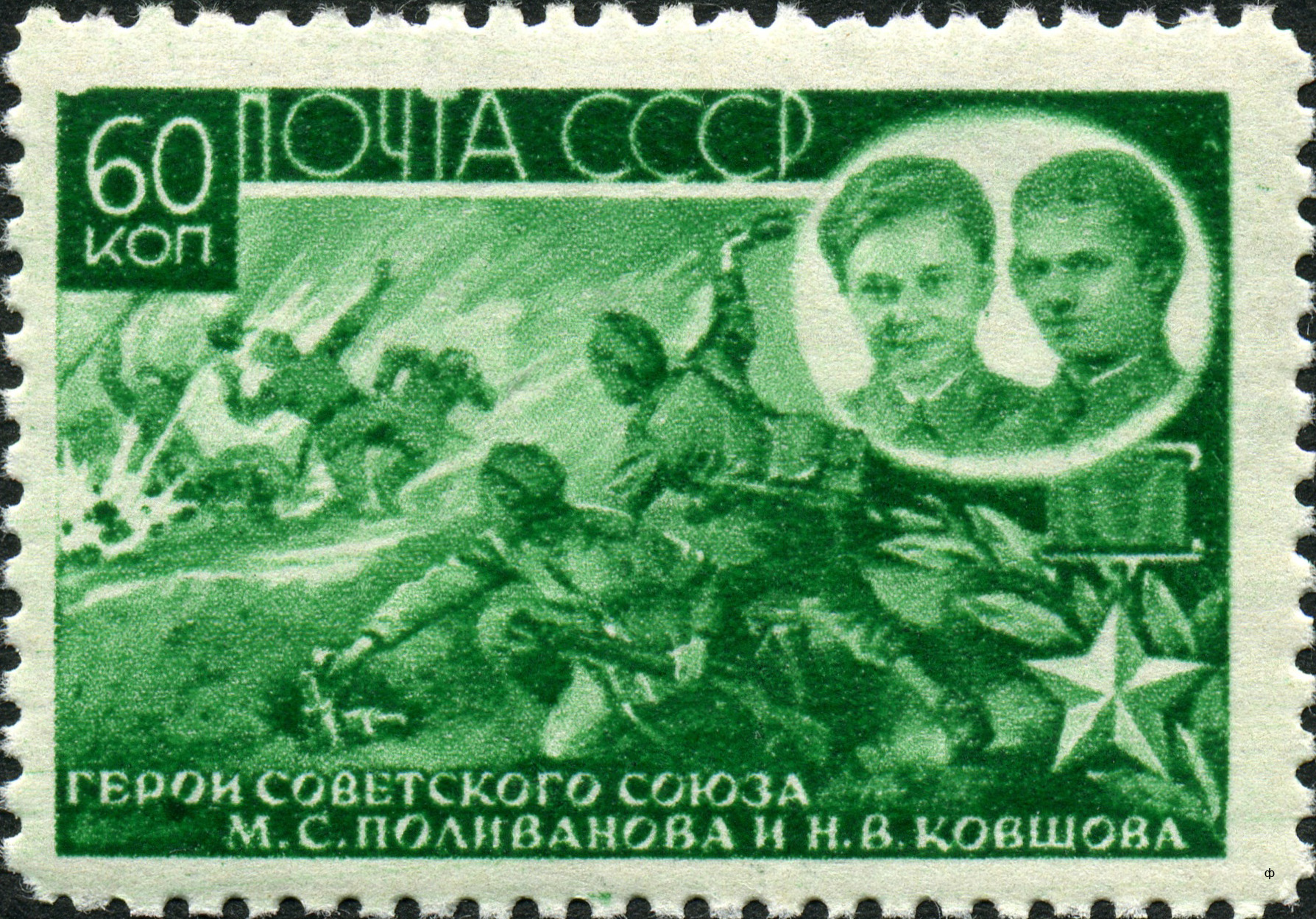
1944 : timbre poste soviétique représentant les derniers instants de Polivanova et Kovchova

### Distinctions
- Héros de l'Union soviétique
- Ordre de Lénine
- Ordre de l'Étoile rouge

### Monuments et commémorations
- En 1944, un timbre-poste soviétique représentant Polinova et Kovshova dans leur dernier combat est édité[6].
- Une statue du musée d'histoire militaire Lenino-Snegirevski représente les deux femmes dans leurs derniers moments.